# Hat Yai
Hat Yai (en tailandés: หาดใหญ่) es una ciudad en el sur de Tailandia cercana a la frontera con Malasia. Está localizada 946 km al sur de Bangkok. En 2012 la ciudad tenía una población de 158 218 habitantes y cerca de 800 000 en el área metropolitana de Hat Yai. Es la ciudad más grande de la provincia de Songkhla, el área metropolitana más grande en el sur del país, y la tercera mayor área metropolitana de la nación. A menudo es confundida de ser la capital provincial, de hecho, Songkhla es la capital, el centro administrativo y cultural, mientras que Hat Yai es el centro de negocios.

## Clima
| Parámetros climáticos promedio de Hat Yai (1981–2010)                                                  | Parámetros climáticos promedio de Hat Yai (1981–2010) | Parámetros climáticos promedio de Hat Yai (1981–2010) | Parámetros climáticos promedio de Hat Yai (1981–2010) | Parámetros climáticos promedio de Hat Yai (1981–2010) | Parámetros climáticos promedio de Hat Yai (1981–2010) | Parámetros climáticos promedio de Hat Yai (1981–2010) | Parámetros climáticos promedio de Hat Yai (1981–2010) | Parámetros climáticos promedio de Hat Yai (1981–2010) | Parámetros climáticos promedio de Hat Yai (1981–2010) | Parámetros climáticos promedio de Hat Yai (1981–2010) | Parámetros climáticos promedio de Hat Yai (1981–2010) | Parámetros climáticos promedio de Hat Yai (1981–2010) | Parámetros climáticos promedio de Hat Yai (1981–2010) |
| Mes | Ene.                                                  | Feb.                                                  | Mar.                                                  | Abr.                                                  | May.                                                  | Jun.                                                  | Jul.                                                  | Ago.                                                  | Sep.                                                  | Oct.                                                  | Nov.                                                  | Dic.                                                  | Anual                                                 |
| --- | ----------------------------------------------------- | ----------------------------------------------------- | ----------------------------------------------------- | ----------------------------------------------------- | ----------------------------------------------------- | ----------------------------------------------------- | ----------------------------------------------------- | ----------------------------------------------------- | ----------------------------------------------------- | ----------------------------------------------------- | ----------------------------------------------------- | ----------------------------------------------------- | ----------------------------------------------------- |
| Temp. máx. abs. (°C)                                                                                   | 35.4                                                  | 37.4                                                  | 38.3                                                  | 39.2                                                  | 38.3                                                  | 36.8                                                  | 37.3                                                  | 36.9                                                  | 36.5                                                  | 36.3                                                  | 34.7                                                  | 34.1                                                  | 39.2                                                  |
| Temp. máx. media (°C)                                                                                  | 31.0                                                  | 32.7                                                  | 34.2                                                  | 34.6                                                  | 33.8                                                  | 33.5                                                  | 33.2                                                  | 33.1                                                  | 32.5                                                  | 31.8                                                  | 30.4                                                  | 29.7                                                  | 32.5                                                  |
| Temp. media (°C)                                                                                       | 26.0                                                  | 26.7                                                  | 27.6                                                  | 28.0                                                  | 27.8                                                  | 27.7                                                  | 27.4                                                  | 27.4                                                  | 26.9                                                  | 26.5                                                  | 26.0                                                  | 25.6                                                  | 27.0                                                  |
| Temp. mín. media (°C)                                                                                  | 22.0                                                  | 22.1                                                  | 22.9                                                  | 23.7                                                  | 24.0                                                  | 23.8                                                  | 23.5                                                  | 23.5                                                  | 23.4                                                  | 23.3                                                  | 23.2                                                  | 22.6                                                  | 23.2                                                  |
| Temp. mín. abs. (°C)                                                                                   | 18.3                                                  | 18.2                                                  | 18.5                                                  | 20.0                                                  | 21.2                                                  | 20.9                                                  | 20.3                                                  | 20.6                                                  | 20.9                                                  | 21.1                                                  | 20.7                                                  | 19.1                                                  | 18.2                                                  |
| Lluvias (mm)                                                                                           | 53.8                                                  | 24.4                                                  | 75.1                                                  | 118.6                                                 | 147.7                                                 | 119.3                                                 | 104.5                                                 | 113.0                                                 | 157.3                                                 | 227.8                                                 | 317.1                                                 | 267.7                                                 | 1726.3                                                |
| Días de lluvias (≥ 1 mm)                                                                               | 8.2                                                   | 3.6                                                   | 7.2                                                   | 12.4                                                  | 14.3                                                  | 13.6                                                  | 14.0                                                  | 15.2                                                  | 18.5                                                  | 21.1                                                  | 21.4                                                  | 18.4                                                  | 167.9                                                 |
| Horas de sol                                                                                           | 182.9                                                 | 166.7                                                 | 186.0                                                 | 144.0                                                 | 114.7                                                 | 111.0                                                 | 114.7                                                 | 114.7                                                 | 108.0                                                 | 111.6                                                 | 105.0                                                 | 108.5                                                 | 1567.8                                                |
| Humedad relativa (%)                                                                                   | 80                                                    | 77                                                    | 76                                                    | 78                                                    | 81                                                    | 80                                                    | 79                                                    | 79                                                    | 82                                                    | 85                                                    | 87                                                    | 85                                                    | 81                                                    |
| Fuente n.º 1: Thai Meteorological Department                                                           |                                                       |                                                       |                                                       |                                                       |                                                       |                                                       |                                                       |                                                       |                                                       |                                                       |                                                       |                                                       |                                                       |
| Fuente n.º 2: Office of Water Management and Hydrology, Royal Irrigation Department (sun and humidity) |                                                       |                                                       |                                                       |                                                       |                                                       |                                                       |                                                       |                                                       |                                                       |                                                       |                                                       |                                                       |                                                       |